# Christo Proykov
 (octobre 2019).
Christo Proykov (bulgare: христопройков), né le 11 mars 1946 à Sofia, est l'éparque de l'éparchie Saint-Jean-XXIII de Sofia des Byzantins, et primat de l'Église grecque-catholique bulgare.

## Biographie
Né le 11 mars 1946 à Sofia, il est ordonné diacre par l'évêque Cyril Kourtev, et prêtre le 23 mai 1971 par l'évêque Methodius Stratiev. De 1980 à 1982, il se spécialise en droit canon à l'Institut pontifical oriental de Rome. En 1982, il devient prêtre paroissial de la cathédrale de Sofia.
Le 18 décembre 1993 il est nommé exarque coadjuteur de Sofia et le 6 janvier 1994, consacré évêque de Briula dans la basilique Saint-Pierre de Rome par le pape Jean-Paul II, avec comme co-consécrateurs le cardinal Giovanni Battista Re et l'archevêque Josip Uhač. 
Nommé exarque apostolique de Sofia le 5 septembre 1995, il est désigné président de la Conférence épiscopale inter-rituelle de Bulgarie,. La conférence épiscopale préside ces comités :[Quoi ?]
- Commission pour le clergé ;
- Commission pour l'éducation catholique et pour les titres ;
- Conseil pour les soins pastoraux sur les migrants et les voyageurs ;
- Conseil pour le service de santé pastorale.

Le 15 mai 2009, le pape Benoit XVI le nomme consultant pour la Congrégation pour les Églises orientales de la curie romaine.